# Jakob Schipper
Jakob Schipper (Augustgroden, 1842. – Bécs, 1915.) német-osztrák nyelvész és egyetemi tanár. Számos munkát megjelenített, 1872 és 1877 közt a Königsbergi Egyetem, 1877-től 1887-ig pedig a Bécsi Egyetem anglisztika-professzora volt. 1887-ben került be az Osztrák Tudományos Akadémia soraiba.